# Sörbosjön, Hälsingland
Sörbosjön är en sjö i Bollnäs kommun i Hälsingland och ingår i Ljusnans huvudavrinningsområde. Sjön har en area på 0,423 kvadratkilometer och ligger 78,1 meter över havet. Sjön avvattnas av vattendraget Voxnan.

## Delavrinningsområde
Sörbosjön ingår i det delavrinningsområde (679901-152342) som SMHI kallar för Utloppet av Sörbosjön. Medelhöjden är 145 meter över havet och ytan är 5,96 kvadratkilometer. Räknas de 486 avrinningsområdena uppströms in blir den ackumulerade arean 3 676,85 kvadratkilometer. Voxnan som avvattnar avrinningsområdet har biflödesordning 2, vilket innebär att vattnet flödar genom totalt 2 vattendrag innan det når havet efter 56 kilometer. Avrinningsområdet består mestadels av skog (38 procent), öppen mark (20 procent) och jordbruk (23 procent). Avrinningsområdet har 0,41 kvadratkilometer vattenytor vilket ger det en sjöprocent på 19,5 procent.